# Zygmunt Kęstowicz

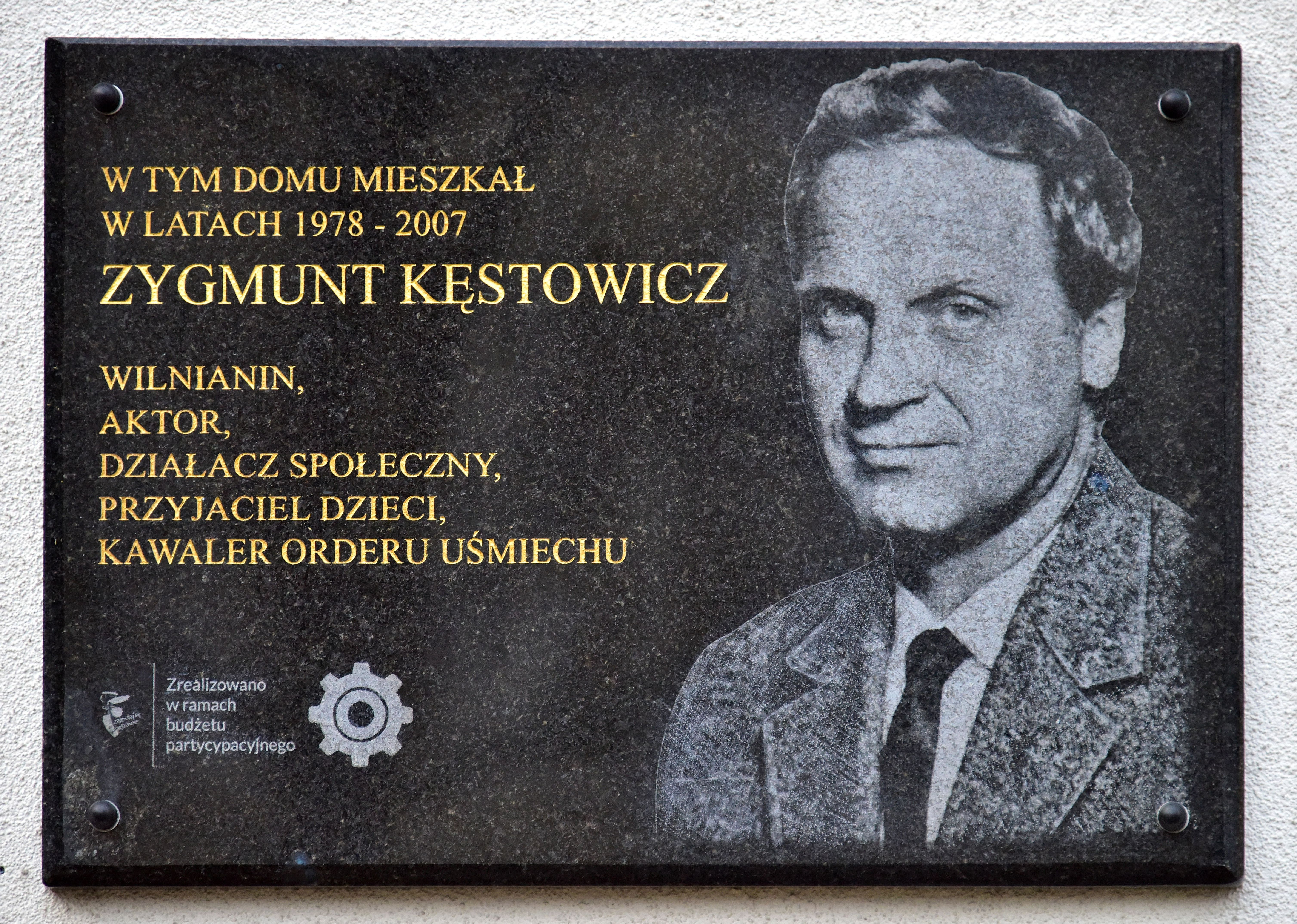
Tablica pamiątkowa przy ul. Komorskiej 8 w Warszawie

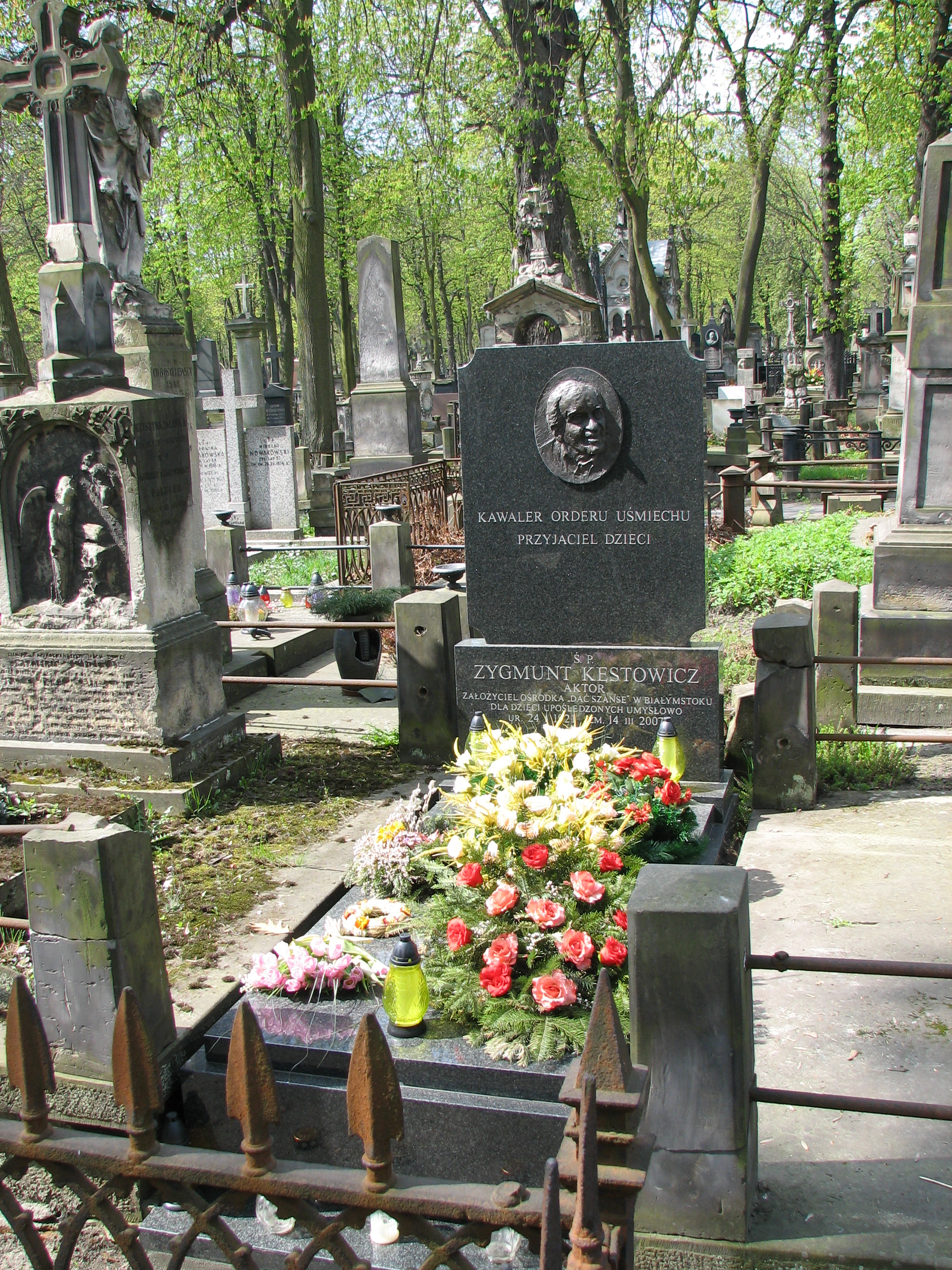
Grób Zygmunta Kęstowicza na cmentarzu Powązkowskim w Warszawie

Zygmunt Kęstowicz (ur. 24 stycznia 1921 w Szakach, zm. 14 marca 2007 w Warszawie) – polski aktor teatralny, filmowy i telewizyjny, działacz społeczny.

## Życiorys
Urodził się 24 stycznia 1921 w Szakach koło Kowna, był synem Józefa Klemensa i Anny Małgorzaty Kęstowiczów. Dzieciństwo spędził w Postawach, gdzie jego rodzice prowadzili aptekę. Po zdaniu w 1939 matury w Gimnazjum O. Jezuiltów w Wilnie studiował prawo na Uniwersytecie Wileńskim. Po wybuchu II wojny światowej został statystą teatralnym, występował w wileńskich teatrach: „Niebieski Pajacyk” im. Zbigniewa Szczerbowskiego, Miejskim „Na Pohulance” i Wileńskim Polskim Teatrze Komedii Muzycznej „Lutnia”. W styczniu 1945 został wysiedlony z Kresów.
W 1946 zdał egzamin eksternistyczny, dzięki czemu zdobył wykształcenie aktorskie. Występował w Teatrze Wojewódzkim/Miejskim w Białymstoku (1945–1947) oraz w krakowskich teatrach: Scala (1945), Kameralnym T.U.R. (1947–1948), Starym (1948–1950) i Słowackiego (1948–1950). Od 1950 mieszkał w Warszawie, gdzie występował w teatrach: Polskim (1950–1952, 1960–1962, 1965–1966), Narodowym (1952–1956), Ludowym (1952–1957), Komedia (1957–1960), Rozmaitości, Klasycznym (1962–1965), Dramatycznym (1966–1985), Ateneum i Ochoty (1985–1990).
W latach 1960–2007 wcielał się w postać Stefana Jabłońskiego w radiowym słuchowisku W Jezioranach, a za pracę przy tym projekcie otrzymał w 1995 Order Wdzięczności Społecznej. W 1976 otrzymał nagrodę „Złoty Ekran” za udział w telewizyjnym programie Pora na Telesfora. Zrealizował ponad 300 odcinków telewizyjnego programu dla dzieci Piątek z Pankracym. W latach 1997–2006 grał Władysława Lubicza, nestora rodu Lubiczów, w serialu telewizyjnym Klan.
W 1978 razem z Krystyną Mrugalską założył Fundację „Dać Szansę” pomagającą dziecom upośledzonym umysłowo. Był Kawalerem Orderu Uśmiechu i członkiem Międzynarodowej Kapituły Orderu Uśmiechu.

## Życie prywatne
W maju 1941 zawarł związek małżeński z aktorką Janiną Jelską (1922–2018), nie mieli dzieci. Mieszkał w Warszawie, miał także dom letniskowy w Gibach.
Przez wiele lat należał do Towarzystwa Polsko-Japońskiego, w którym pełnił funkcję wiceprezesa Zarządu Głównego.
W ostatnich latach życia zmagał się z chorobą nowotworową. Zmarł w Warszawie, spoczywa obok żony na cmentarzu Powązkowskim (kwatera 21-3-18).

## Filmografia

### Filmy
- 1953: Pościg
- 1954: Autobus odjeżdża 6.20
- 1956: Cień
- 1958: Baza ludzi umarłych
- 1963: Dwa żebra Adama
- 1965: Jutro Meksyk
- 1967: Cześć kapitanie
- 1967: Paryż – Warszawa bez wizy
- 1969: W każdą pogodę
- 1970: Epilog norymberski
- 1970: Pejzaż z bohaterem
- 1970: Portfel
- 1970: Zapalniczka
- 1971: Trochę nadziei
- 1972: Podróż za jeden uśmiech
- 1973: Die Schlüssel
- 1975: W te dni przedwiosenne
- 1976: Karino – Malinowski, dyrektor Służewca
- 1977: Żołnierze wolności – Michał Rola-Żymierski
- 1978: Bez znieczulenia
- 1979: Sekret Enigmy
- 1979: Tajemnica Enigmy
- 1981: Okolice spokojnego morza
- 1990: Korczak

### Seriale
- 1964: Barbara i Jan (odc. 6.)
- 1965: Dzień ostatni – dzień pierwszy
- 1965: Podziemny front – Mechowski, żołnierz AL (odc. 7)
- 1968: Stawka większa niż życie (odc. 18. „Poszukiwany Gruppenführer Wolf”)
- 1970: Czterej pancerni i pies (odcinki 18., 19., 20.)
- 1971: Podróż za jeden uśmiech – kierowca ciężarówki (odc. 1.)
- 1973: Czarne chmury (odcinki 1., 2., 8., 9., 10.)
- 1973: Janosik (odc. 9.)
- 1973: Stawiam na Tolka Banana – Sulka, właściciel warsztatu samochodowego (odc. 6.)
- 1974: Karino – Malinowski, dyrektor Służewca
- 1974: Najważniejszy dzień życia (odc. 4. Gąszcz)
- 1976: Polskie drogi (odcinki 3., 4., 9.)
- 1976: Szaleństwo Majki Skowron – członek kierownictwa fabryki (odc. 9.)
- 1997–2007: Klan – Władysław Lubicz

## Ordery i odznaczenia
- Krzyż Komandorski Orderu Odrodzenia Polski (30 kwietnia 2001)[17]
- Krzyż Kawalerski Orderu Odrodzenia Polski (1980)
- Złoty Krzyż Zasługi (11 lipca 1955)[18]
- Medal 40-lecia Polski Ludowej (1985)
- Medal 10-lecia Polski Ludowej (19 stycznia 1955)[19]
- Brązowy Medal „Za Zasługi dla Obronności Kraju” (1973)
- Medal Komisji Edukacji Narodowej (1977)
- Order Uśmiechu (1976)
- Medal im. dr. Henryka Jordana (1980, TPD)
- Odznaka 1000-lecia Państwa Polskiego (1967)
- Medal Honorowego Klubu Dawców Krwi (1979)
- Medal im. Stanisława Staszica (1979)
- Medal 400-lecia stołeczności Warszawy (1997)

## Nagrody
- „Złoty Ekran” za program dla dzieci „Pora na Telesfora” (1977)
- Nagroda Prezesa Rady Ministrów za twórczość dla dzieci i młodzieży (1985)
- Nagroda Przewodniczącego Komitetu do Spraw Radia i Telewizji za wieloletnią współpracę artystyczną z polskim radiem i telewizją (1987)
- Order Wdzięczności Społecznej – nagroda wręczana przez marszałków Sejmu i Senatu za udział w radiowej powieści „W Jezioranach” (1995)

## Upamiętnienie
- W grudniu 2017 na fasadzie bloku przy ul. Komorskiej 8 na warszawskiej Pradze-Południe, w którym mieszkał Zygmunt Kęstowicz, odsłonięto tablicę pamiątkową[20].